# ジムヌラ
ジムヌラ (Echinosorex gymnura) は、哺乳綱真無盲腸目ハリネズミ科ジムヌラ属に分類される食虫類。本種のみでジムヌラ属を構成する。

## 分布
インドネシア、タイ王国南部、ブルネイ、マレーシア、ミャンマー南端部

## 形態

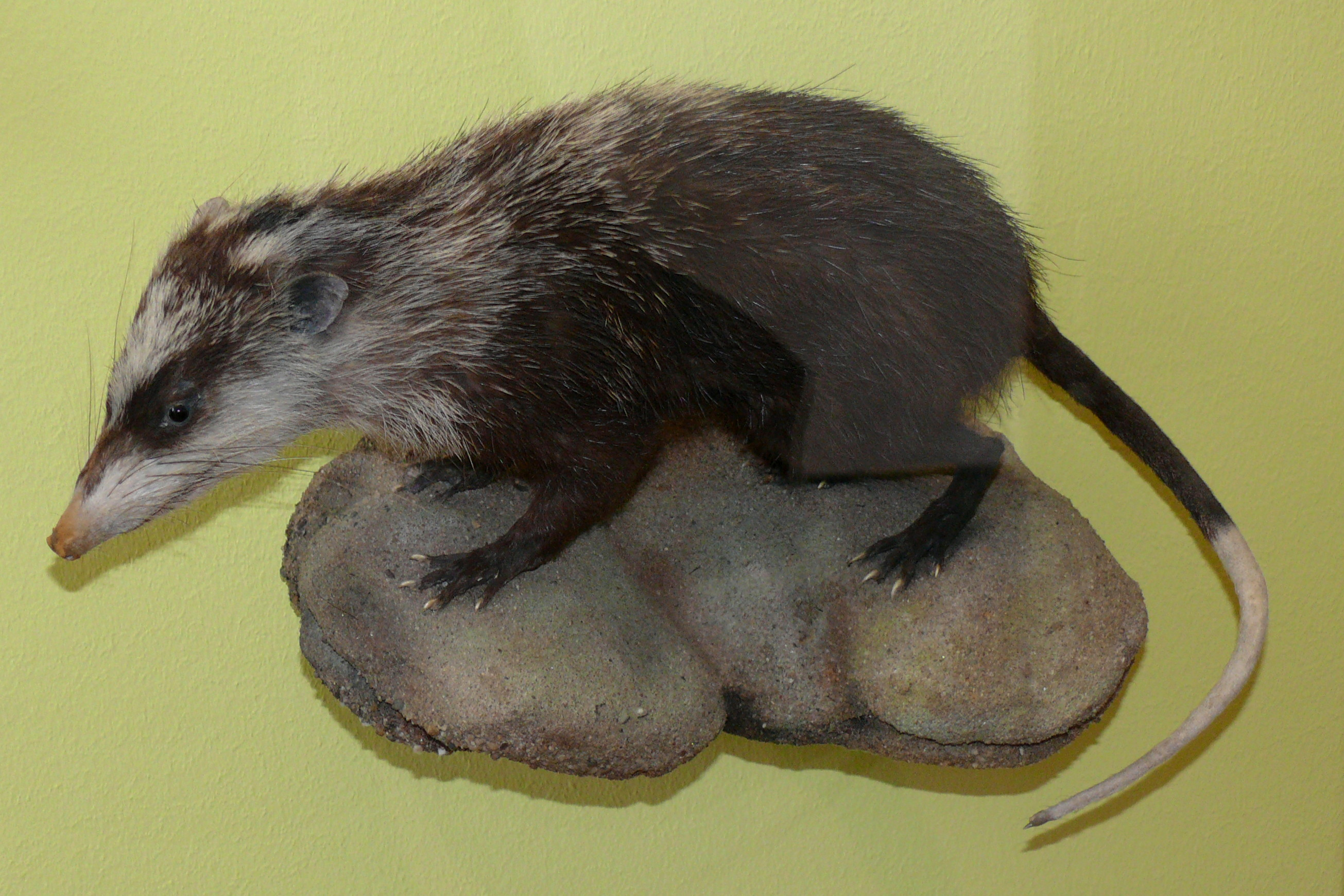
剥製

頭胴長（体長）26 - 46センチメートル。尾長16.5 - 30センチメートル。体重0.5 - 2キログラムと、ハリネズミ科最大種。全身は棘状ではないものの硬い体毛で覆われる。胴体は黒、頭部の体毛は白い。また眼の周囲から頭頂部にかけての体毛も黒い。
歯式は{\displaystyle {\tfrac {3.1.4.3}{3.1.4.3}}\times 2=44}である。
発達した臭腺を持ち、この臭腺からの分泌物は非常に臭う。

## 分類
以下の亜種の分類・分布は、Hutterer (2005) に従う。
Echinosorex gymnura alba (Giebel, 1863)
ボルネオ島
Echinosorex gymnura gymnura (Raffles, 1822)
マレー半島、スマトラ島

## 生態
低地の熱帯林やマングローブ林などに生息し、ゴム農園などの耕作地にも生息する。おもに林床で活動するが、樹上に登ることもある。単独性。夜行性で、昼間は倒木や木の根元などで休む。泳ぎは上手く、水中にもよく入る。
昆虫類、ミミズ類、小型軟体動物などの無脊椎動物を食べる。カエル類や魚類などの脊椎動物、果実も食べる。
繁殖様式は胎生。周年繁殖し、1年に2回出産する。妊娠期間は35 - 40日。1回に2頭の幼獣を産む。飼育下での最大寿命は4.5 - 5年。

## 人間との関係
広範囲に分布し、生息地が豊富なことから絶滅のおそれは低いと考えられている。一方で個体群の分布域は断片化しており、森林の開拓などによる生息数への影響が懸念されている。